# Jelični Vrh
Jelični Vrh – wieś położona w Słowenii, w gminie Idrija. W 2018 roku liczyła 121 mieszkańców.